# Don Juan’s Reckless Daughter

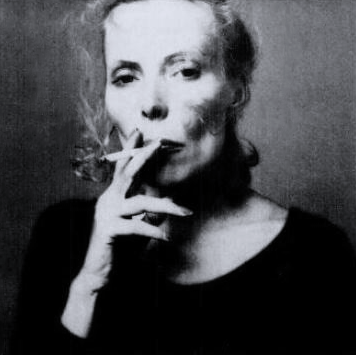
Joni Mitchell (1975)

Don Juan’s Reckless Daughter (deutsch: „Don Juans leichtsinnige Tochter“) ist ein 1977 erschienenes Doppelalbum von Joni Mitchell. Es ist ein experimentelles Album, das den Jazz-Fusion-Sound von Mitchells Album Hejira aus dem Vorjahr weiterführt. Der Titel ist inspiriert von Carlos Castanedas vielgelesenem Buch The Teachings of Don Juan, das erstmals 1968 erschien (deutsch: Die Lehren des Don Juan). Im Mittelpunkt steht der fiktive mexikanische Indianer Don Juan Matus und seine Lehren.
Das Album erhielt gemischte Kritiken, erreichte jedoch nach drei Monaten den Spitzenplatz auf Platz 25 der Billboard 200-Charts. Es war die letzte Langspielplatte von Mitchell, die in den USA mit Gold ausgezeichnet wurde.

## Hintergrund und Inhalt
Mitchell sagte zum Album:

„Diese Aufnahmen … sind experimentell und es war nicht wirklich wichtig, was ich tat, ich musste nur meinen Vertrag erfüllen.“

Experimentell sind Overture, das mit bis zu sechs Gitarren eingespielt wurde, The Tenth World, ein längeres Instrumentalstück mit lateinamerikanischer Perkussion und Dreamland, das nur Schlagzeug und Stimmen enthält, darunter die von Chaka Khan.
Paprika Plains ist ein 16-minütiger Song, der ein improvisiertes Klavier mit einem Orchester verbindet. Darin erzählt Mitchell von einem nächtlichen Treffen in einer Bar, die von Indigenen Kanadas frequentiert wird, wobei Themen wie Hoffnungslosigkeit und Alkoholismus angesprochen werden.
An einem Punkt in der Erzählung verlässt der Erzähler die Bar, um den Regen zu beobachten, und tritt in einen Traumzustand ein.
Auf dem Album spielten prominente Jazzmusiker, darunter vier damalige Mitglieder von Weather Report: Jaco Pastorius, Wayne Shorter, Manolo Badrena und Alex Acuña, die auch danach mit Mitchell spielten.

## Rezeption
AllMusic vergab zwei Sterne. William Ruhlmann schrieb dort:

„Mit dem prätentiösen Doppelalbum Don Juan's Reckless Daughter verlor Mitchell viele der treuen Fans, die ihr von Anfang an zugewandt waren, die aber, als sie hier ihre obskuren poetischen Beobachtungen und dünnen Melodien über ganze Seiten des Albums ausbreitete, feststellten, dass sie sich von den nahen, persönlichen Beobachtungen, die ihre besten Songs ausfüllten, gelöst hatte.“

Die Zeitschrift Rolling Stone zählt das Werk dagegen zu den „meistunterschätzten Alben aller Zeiten“.

## Titelliste
Alle Songs wurden von Joni Mitchell geschrieben.
Seite 1:
1. Overture – Cotton Avenue – 6:41
2. Talk to Me – 3:45
3. Jericho – 3:22

Seite 2:
1. Paprika Plains – 16:21

Seite 3:
1. Otis and Marlena – 4:09
2. The Tenth World – Joni Mitchell, Don Alias, Manolo Badrena, Alex Acuña, Airto Moreira, Jaco Pastorius – 6:45
3. Dreamland – 4:38

Seite 4:
1. Don Juan’s Reckless Daughter – 6:36
2. Off Night Backstreet – 3:20
3. The Silky Veils of Ardor – 4:01

## Musiker
- Joni Mitchell – Gesang, Gitarre, Klavier auf Paprika Plains
- Jaco Pastorius – Bass; Bongos auf The Tenth World; Kuhglocken auf Dreamland
- John Guerin – Schlagzeug
- Wayne Shorter – Sopransaxophon auf Jericho und Paprika Plains
- Alex Acuña – Percussion, Hintergrundgesang auf The Tenth World
- Don Alias – Percussion, Hintergrundgesang  auf The Tenth World
- Manolo Badrena – Percussion, Leadstimme bei The Tenth World
- Airto Moreira – Surdo auf The Tenth World und Dreamland
- Larry Carlton – E-Gitarre auf Otis And Marlena
- Michel Colombier – Klavier auf Otis And Marlena
- Chaka Khan – Hintergrundgesang  auf The Tenth World und Dreamland
- Glenn Frey, J. D. Souther – Hintergrundgesang bei Off Night Backstreet
- Michael Gibbs – Orchesterarrangements und Dirigent in Paprika Plains und Off Night Backstreet